# イペキ・シェノール
イペキ・シェノール（İpek Şenoğlu, 1979年6月8日 - ）は、トルコ・エスキシェヒール出身の女子プロテニス選手。彼女はトルコ人選手初の4大大会出場・WTAツアーダブルスランキング100位以内突破などの業績を持っている。キャリアを通じてシングルスよりもダブルスを得意にしており、4大大会でもシングルスの出場はない。単複共にツアー優勝はないが、ダブルスで準優勝が1度ある。自己最高ランキングはシングルス293位、ダブルス53位。

## 来歴
シェノールは4歳からテニスを始め、1994年に15歳でトーナメントに初出場した。17歳の時、1996年に初めて女子テニス国別対抗戦・フェドカップのトルコ代表選手に選ばれる。最初はトルコ国内の小規模なトーナメントを回り、2001年から国外の試合に挑戦を始めた。2002年6月、ウズベキスタン開催の大会でWTAツアーの予選会に初出場する。2004年の全米オープンで、シェノールはローラ・グランビル（アメリカ）と組んで女子ダブルスに出場し、トルコ人選手として最初の4大大会出場者になった。この大会では3回戦まで勝ち進み、第1シードのビルヒニア・ルアノ・パスクアル（スペイン）&パオラ・スアレス（アルゼンチン）組に 2-6, 4-6 で敗れた。それから2005年全豪オープンにも出場し、女子ダブルス2回戦まで進出した。その後故障に悩み、5月から11月まで半年間の戦線離脱を経験している。
それから3年後の2008年4月、シェノールは「エストリル・オープン」にて、初めてWTAツアー大会のダブルス決勝に進出した。パートナーはメルバナ・ユギッチ＝サルキッチ（ボスニア・ヘルツェゴビナ）で、敗れた相手は第1シードのマリア・キリレンコ（ロシア）&フラビア・ペンネッタ（イタリア）組であった。この準優勝を契機に、彼女はダブルスで再浮上のチャンスを得た。6月のウィンブルドンから、このトルコ人女性の姿が4大大会女子ダブルスに戻ってくる。シェノールはトルコ出身の選手として最初のウィンブルドン出場者になり、メリンダ・ツィンク（ハンガリー）と組んで女子ダブルスの予選会に足を踏み入れたが、ここでは予選1回戦敗退に終わった。それから全米オープンで、4年ぶり2度目の全米女子ダブルスに出場した。
30歳を迎えた2009年、イペキ・シェノールは年頭からWTAツアー大会でダブルスのフルシーズンを送れるようになった。5月のBNLイタリア国際ではヤロスラワ・シュウェドワ（カザフスタン）とペアを組み、WTAプレミアトーナメント（グランドスラム大会に続く高額賞金大会群）の準決勝に進出した。それから全仏オープン女子ダブルスでヤニナ・ウィックマイヤー（ベルギー）と組み、トルコ人選手として最初の全仏オープン出場を果たす。続くウィンブルドンで、セノグルはカイア・カネピ（エストニア）と組み、2004年全米オープン以来の3回戦進出を決めた。3回戦では第12シードのアンナ＝レナ・グローネフェルト（ドイツ）&バニア・キング（アメリカ）組に 3-6, 3-6 で敗れた。
シェノールは2012年4月にベルギーの下部大会に出場したのを最後に公式試合から遠ざかっている。

## WTAツアー決勝進出結果

### ダブルス: 1回 (0勝1敗)
| 結果   | No. | 決勝日        | 大会       | サーフェス | パートナー                     | 対戦相手                                | スコア   |
| ------ | --- | ------------- | ---------- | ---------- | ------------------------------ | --------------------------------------- | -------- |
| 準優勝 | 1.  | 2008年4月19日 | エストリル | クレー     | メルバナ・ユギッチ＝サルキッチ | マリア・キリレンコ フラビア・ペンネッタ | 4–6, 4–6 |